# بيتر وايت (عالم لغوي كلاسيكي)
بيتر وايت (بالإنجليزية: Peter White)‏ هو عالم لغوي كلاسيكي أمريكي، ولد في 1941.